# Ipoteza extraterestră

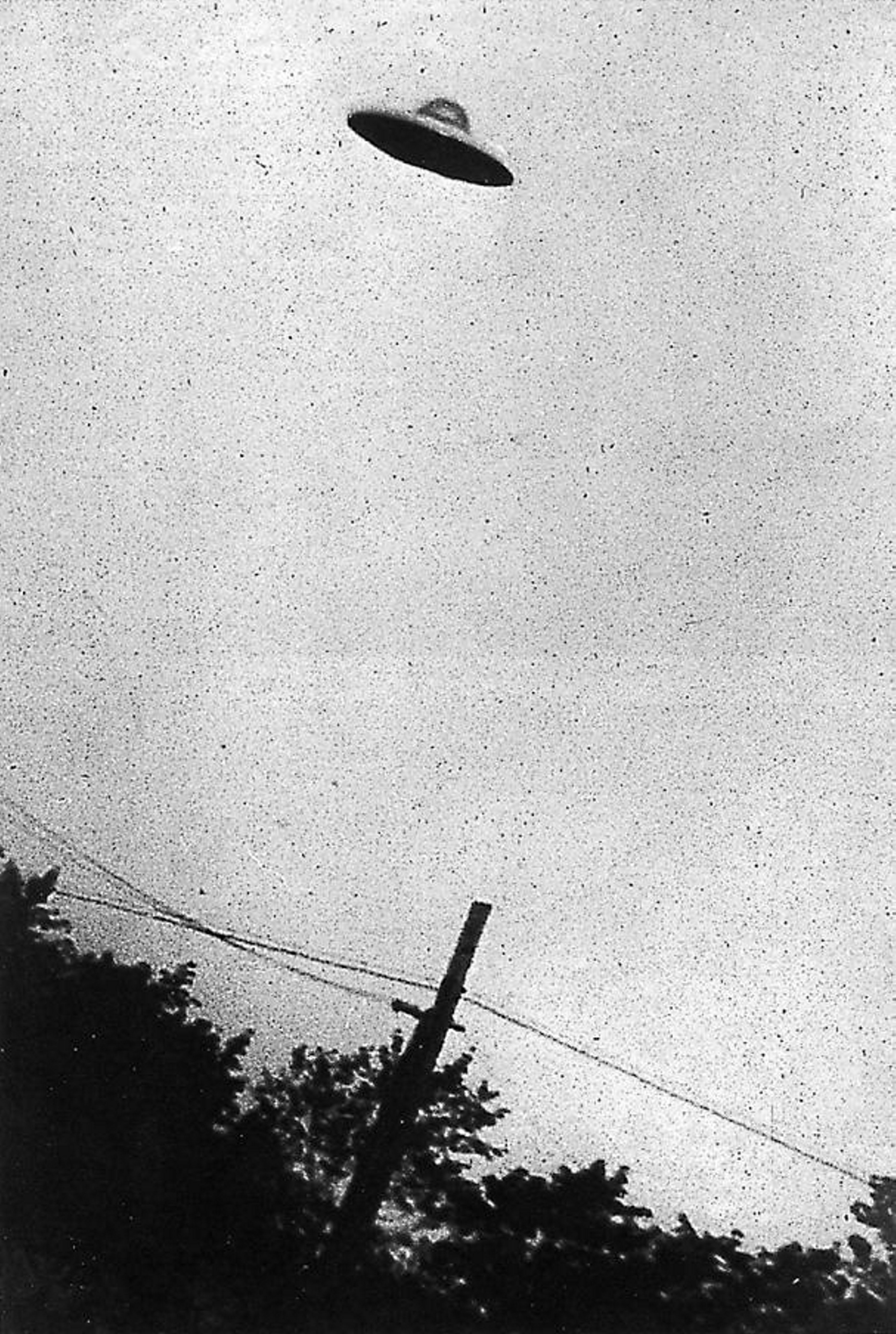
Presupus OZN din 1952 în Passaic, New Jersey.

Ipoteza extraterestră este ipoteza conform căreia unele obiecte zburătoare neidentificate (OZN-uri) pot fi cel mai bine explicate dacă se consideră că ființe inteligente de pe alte planete vizitează fizic Pământul în navele lor spațiale.

## Etimologie
Originile termenului sunt necunoscute, dar utilizarea acestuia în unele materiale tipărite despre aparițiile unor OZN-uri par a exista cel puțin din a doua jumătate a anilor 1960. Ufologul francez Jacques Vallée l-a folosit în cartea sa Challenge to science: the UFO enigma din 1966 . Termenul a fost folosit într-o publicație de către inginerul francez Aimé Michel în 1967, de către Dr. James E. McDonald într-un simpozion din martie 1968 și din nou, de către James McDonald și James Harder în timp ce depuneau mărturie în fața Comitetului Congresului pentru Știință și Astronautică (Congressional Committee on Science and Astronautics) în iulie 1968. Scepticul Philip J. Klass l-a folosit în carte sa din 1968, UFOs--Identified.

## Critici
În 1973, la Simpozionul anual MUFON care a avut loc în Akron, Ohio, J. Allen Hynek și-a exprimat îndoielile sale vizavi de ipoteza extraterestră. Hynek era conștient de faptul că numărul OZN-urilor a fost mult mai mare decât cel din statisticile proiectului Blue Book. Acest lucru l-a nedumerit. "Câteva observații bune pe an, peste tot în lume, ar consolida ipoteza extraterestră, dar ce facem cu miile de cazuri din fiecare an? Din regiuni îndepărtate ale spațiului? Și în ce scop? Pentru a ne speria pe noi oprindu-ne mașinile, tulburând animale și pentru a ne încurca cu poznele lor aparent inutile?"

## Poziția oficială de la Casa Albă
În noiembrie 2011, Casa Albă a lansat un răspuns oficial la două petiții care au solicitat guvernului SUA să recunoască formal că extratereștrii au vizitat Pământul și să dezvăluie orice reținere intenționată a interacțiunilor guvernamentale cu ființe extraterestre. Potrivit răspunsului, „Guvernul SUA nu are dovezi că există vreo viață în afara planetei noastre sau că o prezență extraterestră a intrat în contact sau a intrat în conflict cu vreun membru al rasei umane.” De asemenea, conform răspunsului, nu există „nicio informație credibilă care să sugereze că orice fel de dovezi sunt ascunse ochilor publicului.” Răspunsul a menționat în continuare că eforturile, precum SETI, telescopul spațial Kepler și roverul NASA Mars, continuă să caute semne de viață. Răspunsul a menționat că „șansele sunt destul de mari” de a exista viață pe alte planete, dar „șansele ca noi să intrăm în contact cu oricare dintre ele - în special cu cele inteligente - sunt extrem de mici, având în vedere distanțele implicate.”